# Cras-sur-Reyssouze
Cras-sur-Reyssouze è un ex comune francese di 1 222 abitanti situato nel dipartimento dell'Ain della regione dell'Alvernia-Rodano-Alpi. Il 1º gennaio 2019 è stato accorpato con il comune di Étrez per formare il nuovo comune di Bresse Vallons.

## Società

### Evoluzione demografica
Abitanti censiti